# Chichimilá (kommun i Mexiko)
Chichimilá är en kommun i Mexiko.   Den ligger i delstaten Yucatán, i den östra delen av landet, 1 100 km öster om huvudstaden Mexico City. Antalet invånare är 7 952. Arean är 359 kvadratkilometer.
Terrängen i Chichimilá är mycket platt.
Följande samhällen finns i Chichimilá:
- Chichimilá
- Chan X-Cail
- San Pedro
- Celtún